# 长江路 (池州)
长江路是中华人民共和国安徽省池州市主城区的一条主干道。长江路是池州市城区最重要的主干道，也是当地车流量最多的主干道之一，被誉为“池州第一路”，始建于1958年。

## 历史沿革

1973年的贵池县城，南北方向的长江路和东西方向的秋浦路形成了城市的道路骨架

抗日战争时期，侵华日军占领贵池县城后，开挖池州城墙，修建供汽车行驶的砂石路。中华人民共和国成立后，池州城依然保持古城风貌。1957年，为促进城市建设，贵池县人民委员会上报安庆专区行政公署请求拆毁池州城墙。年底，池州城墙几乎被拆除。1958年，贵池县人民委员会改造日军修建的公路，命名为长江路，以长江流经池州境内而得名。当时，长江路只修筑九华路（今池阳路）至贵池县汽车站段，并修筑下水道，道路红线宽32米，行车道宽12米。长江路和秋浦路一起形成池州主城区道路的骨架。1960年，当地城建在长江路两侧种植少量泡桐、悬铃木和楝树。1961年，当局在长江路和跃进路（今秋浦路）安装白炽路灯。
文革期间，城市建设趋于停滞。1969年，在原有马路的基础上，当局首次在长江路铺设沥青，行车道被拓宽至20米，并重新维修两旁人行道，同时将道路向北延伸到池州港，为池州第一条沥青道路，也是当地路况最好的道路。1984年，当地城建砍去泡桐，更换城区行道树，改种法国梧桐、香樟树。直到1988年，长江路两边基本上没有街头绿地。
1996年，为改善池州城市形象和招商引资环境，池州地区行政公署和贵池市人民政府将长江路、秋浦路“两路”改造提上议程。该工程于9月19日正式开工，并在1997年11月23日完成改造。此次改造除对路面进行重修、将行车道由15米扩宽至20米外，还全面更换人行道的地砖，统一栽植了路两旁的香樟树，并且还安装了新的路灯和广告灯箱。当地城建将所有白炽灯、汞灯、吊装高压钠灯全部改为高杆高压钠灯。1999年，长江路开始安装工艺灯、双臂灯、庭院灯。2006年10月至2008年初，当局开始对城南的南湖路进行改造，改造完成后的南湖路改造为双向六车道的城市主干道，并由中共池州市委党校延伸到位于里山街道办事处境内的池州站。为了统一地名，当地政府调整长江路各路段起止点：
|          | 1984至2007年   | 2007年至2022年  |
| -------- | -------------- | --------------- |
| 长江北路 | 池州港至建设路 | 池州港至百牙路  |
| 长江中路 | 建设路至秋浦路 | 百牙路至翠微路  |
| 长江南路 | 秋浦路至翠微路 | 翠微路至225省道 |

2006年底，池州市人民政府曾将长江路改造纳入2007年建设内容，但因工程量繁重而推迟一年。2008年，为进一步建设“中国优秀旅游城市”“安徽省历史文化名城”“全国文明城市”，当局又将长江路改造列为2008年市政第1号工程。4月1日正式开工，并在9月30日完成改造，将行车道宽度拓宽至30米，并将路旁的高压线路全部埋入地下。
為解決嚴重的人車混行問題，2017年8月10日至9月30日，池州市城建部門對池陽路至翠微路之間的長江中路进行大改造。该项目是将原双向六车道的主干道改为双向四车道，增加人行道和非机动车道的宽度。
因长江南路（南湖路至齐山大道）路面损坏严重，2016年底，池州市城建部门准备对该路段按照一级公路标准改造，计划于2018年初竣工。石城大道至齐山大道之间路段如期完工；但由于各方面因素，剩余路段直到2018年底竣工。
2015年底，池州市城建部门立项将长江南路南延至万罗山附近的池州006县道齐石公路（今安徽省225省道）。2020年10月，可行性研究报告出示；2021年9月完成施工招标工作；2021年11月15日正式动工。该项目已于2022年9月25日正式通车。新建的长江南路和2022年6月建成的池州至殷汇一级公路在里山街道凤凰岭形成互通立交。该项目通过实施池州市首例顶管洞穿铁路工程，破解了下穿宁安城际和沪渝高速、上跨川气东输线路等技术难题，进一步提升池州城市品质，缓解城区交通压力。

## 附近主要建筑物
1950年代末至1980年代初，长江路沿线主要建筑物有贵池县人民政府、池州专员公署、贵池报社、贵池县新华书店、秋浦影剧院、工人文化宫和贵池县招待所（秋江饭店）等建筑。自1980年代以来，长江路是池州市区重要的商业区和娱乐区，1984年在长江路东侧还修建了池州第一个市民公园——烟柳园公园。1990年代以来，池州城市建设加速，在此期间建成了池州汽车站、池州地区物资局大厦、上海东华东池州分店、池州电信大厦等十层以上建筑，极大改善了池州的城市形象。2008年之后，池州城建更为加速，当地城建又在长江南路南湖路至石城大道之间路段两侧修建数座高20层以上建筑物，其中池州广电中心大厦高33层，加电视发射塔高140米，是池州第一高楼。2009年11月28日，池州第一家现代化大型商场——安徽商之都池州分店正式营业，结束了池州没有大型商场的历史。2012年至2021年，当局还在石城大道至齐山大道之间的长江南路东侧，修建池州生态湿地公园、池州体育馆、池州国际会展中心等公共建筑。

## 交通设施
长江路沿线有公交2路、6路、8路、11路、22路、29路等多条线路。在2017年6月以前还有很多免费自行车站点供民众使用，后因连年亏损，缺乏资金维护而停用，改以哈罗单车、青桔单车替代。

## 图像

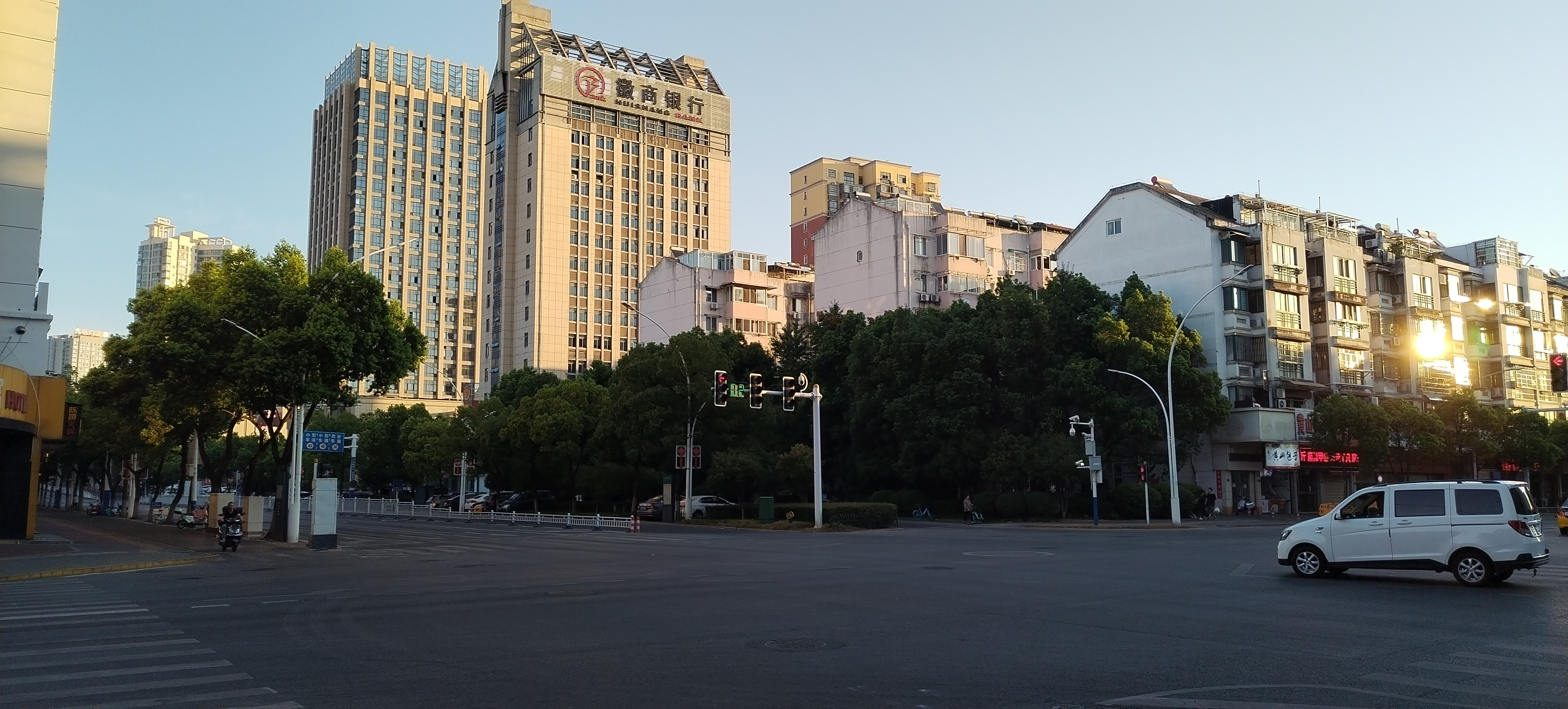
长江中路
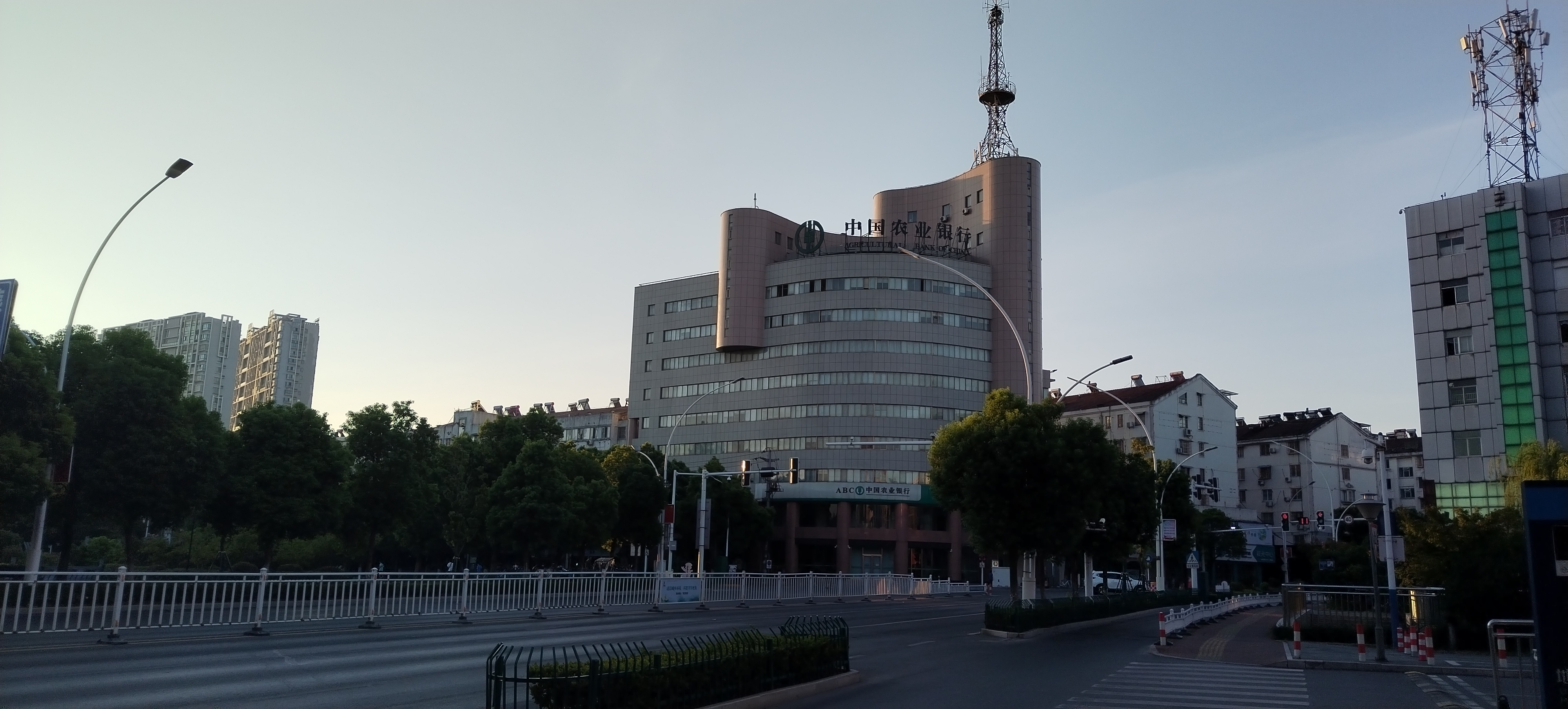
长江中路
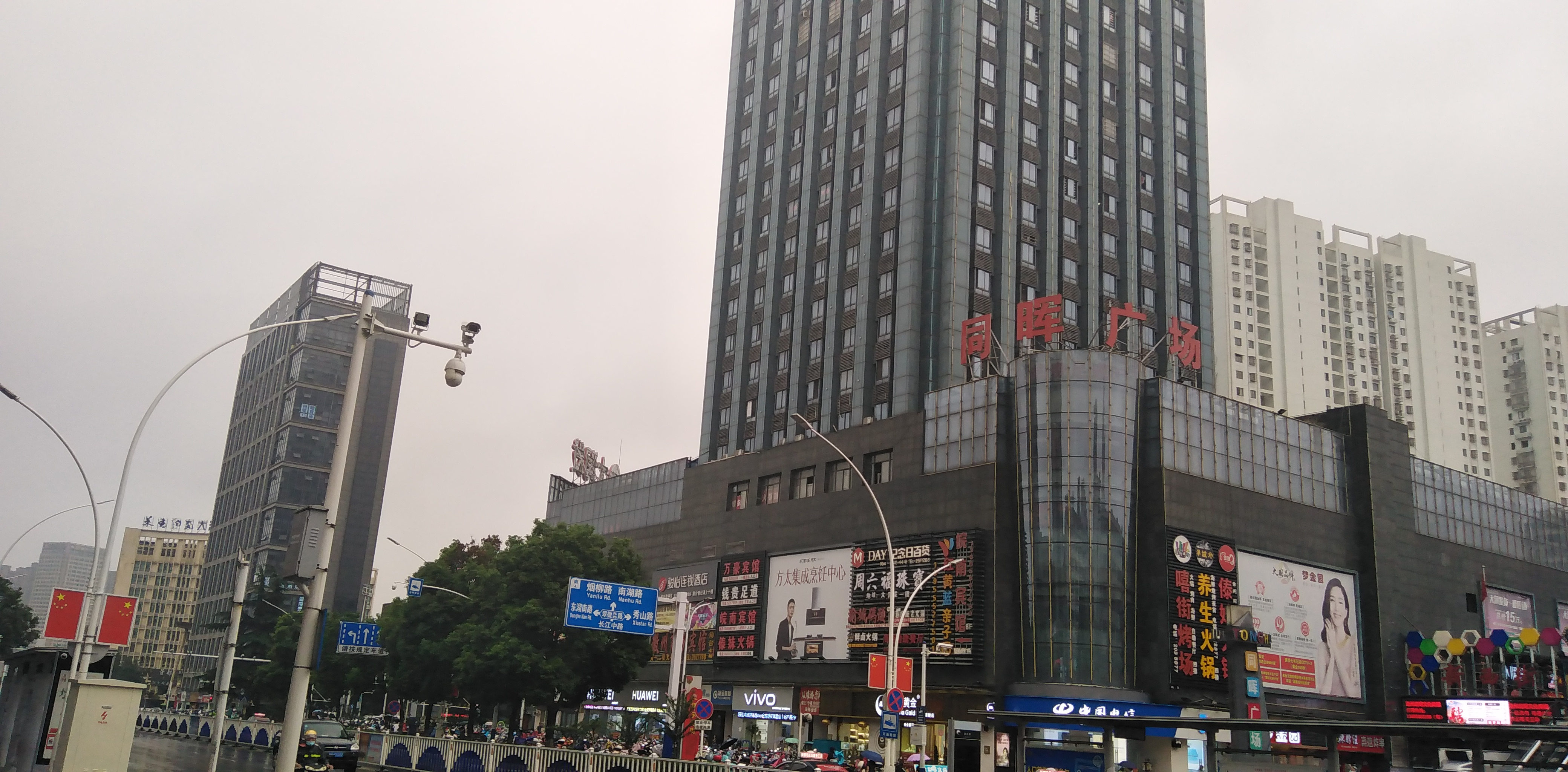
长江中路和翠微路交叉口
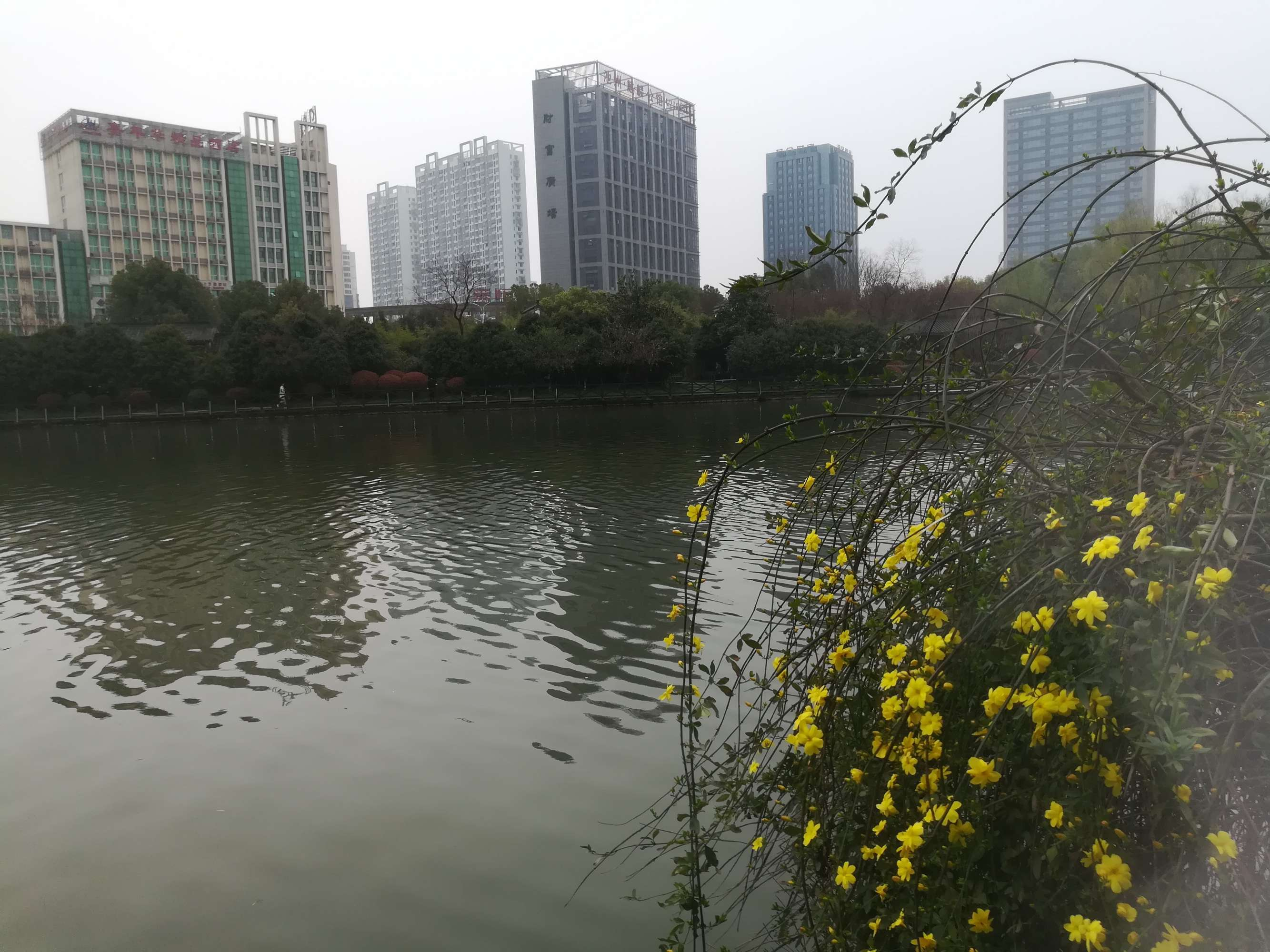
长江南路东侧的烟柳园公园
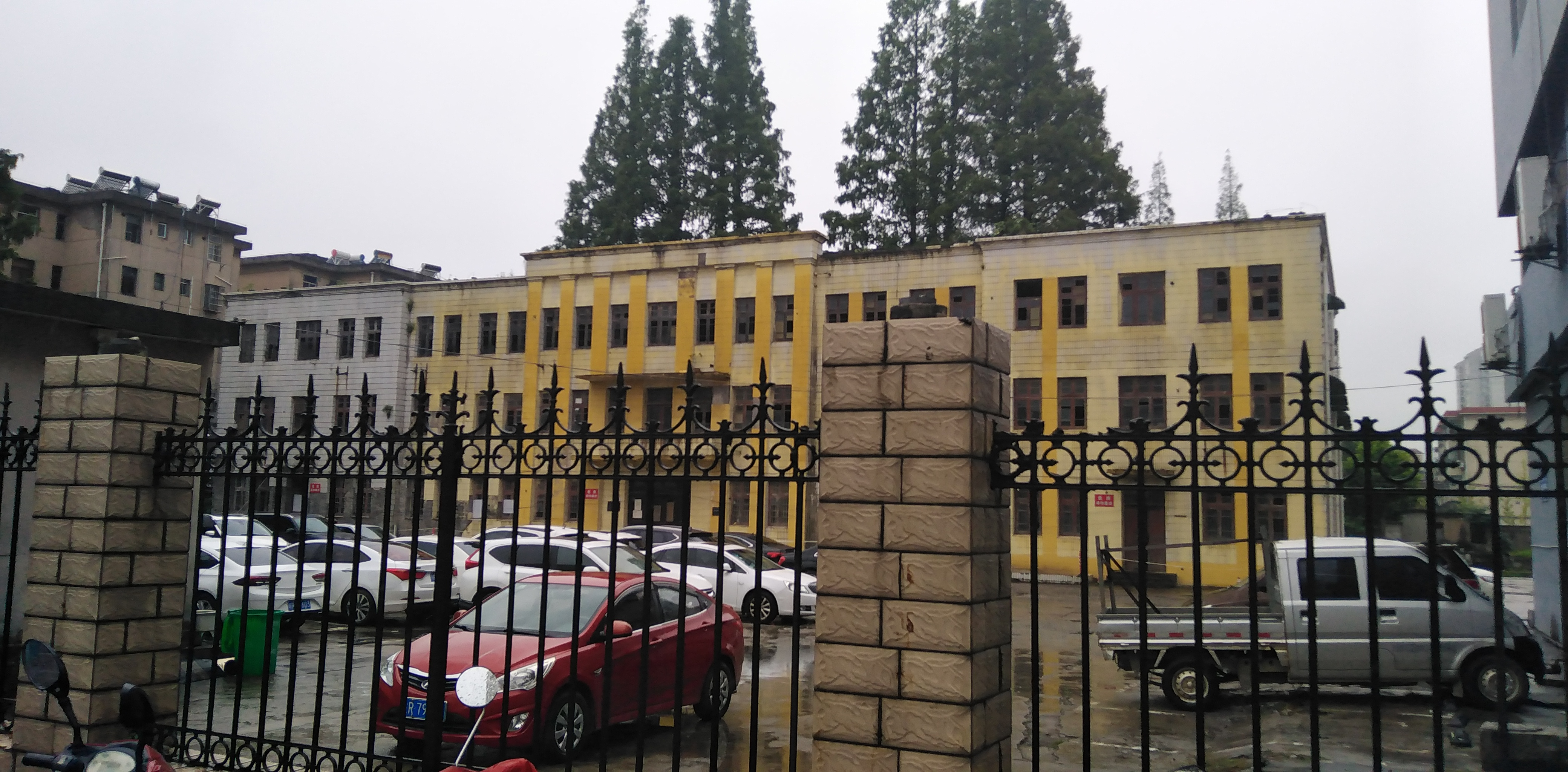
原贵池区人民政府所在地
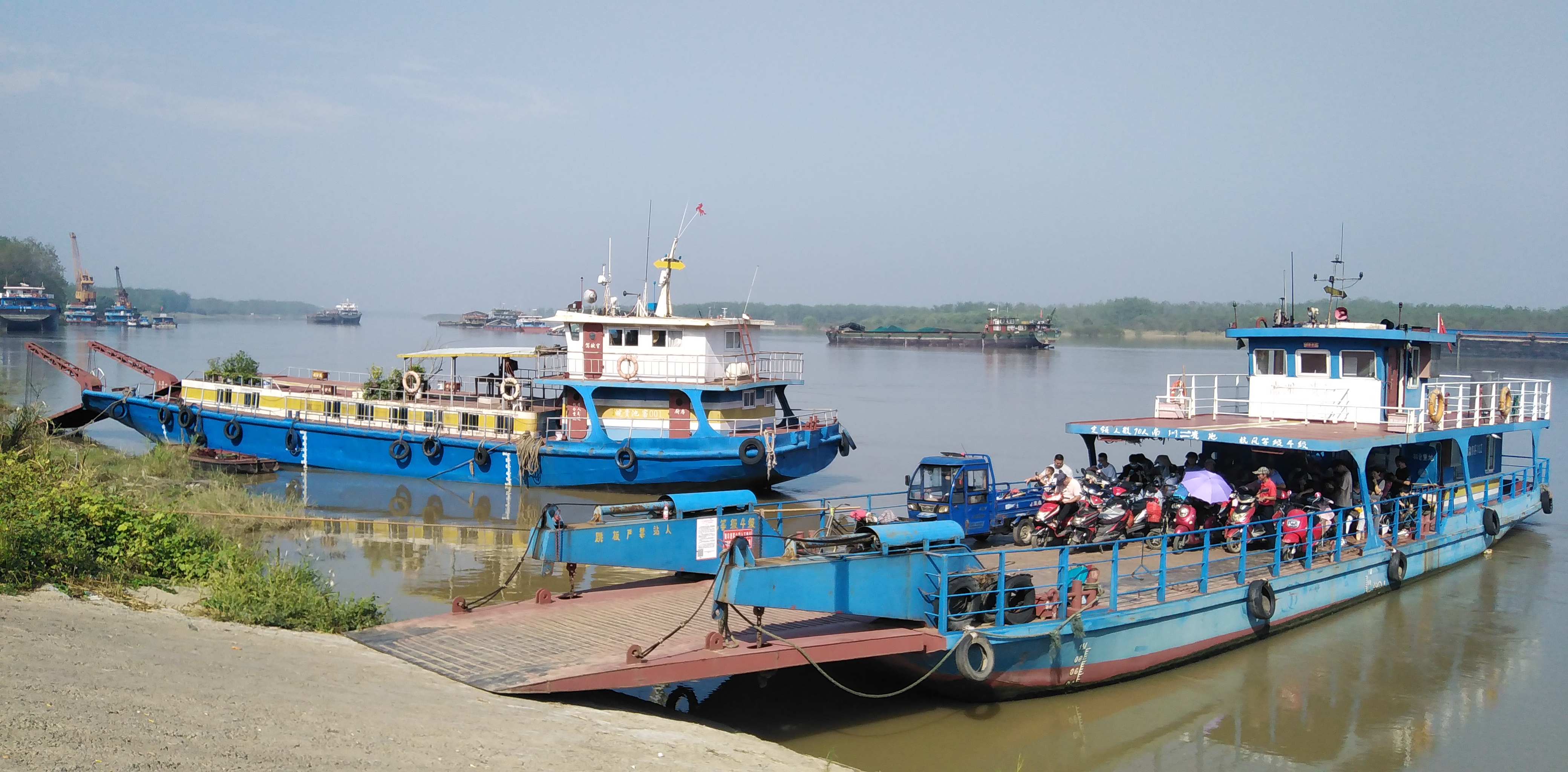
长江北路北端——池州港